# Триппель, Эдуард
Эдуард Триппель (нем. Eduard Trippel; род. 26 марта 1997, Германия) — германский дзюдоист, выступающий в тяжёлой весовой категории до 90 кг. Серебряный призёр Олимпийских игр 2020 года в Токио. Бронзовый призёр чемпионата мира 2025 года. 

## Биография
В 2017 году стал бронзовый призёр юниорского Чемпионата мира в Загребе. В том же году выступил за Германию в командном турнире на Чемпионате Европы в Варшаве. Через три года принял участие в континентальном первенстве в Праге.
В 2021 году Триппель принял участие в Олимпийских играх в Токио. В своей весовой категории ему удалось дойти до финала, в котором немец уступил грузину Лаше Бекаури.
В июне 2025 года на чемпионате мира в Будапеште в смешанном командном турнире завоевал бронзовую медаль. 

## Выступления на Олимпиадах
| Олимпиада         | Дисциплина              | Место   |
| ----------------- | ----------------------- | ------- |
| Япония Токио 2020 | дзюдо, мужчины до 90 кг | 2 место |